# Myrcia sosias
Myrcia sosias är en myrtenväxtart som beskrevs av Carlos Maria Diego Enrique Legrand. Myrcia sosias ingår i släktet Myrcia och familjen myrtenväxter. Inga underarter finns listade i Catalogue of Life.